# Fort-Mahon-Plage
Pour les articles homonymes, voir Fort-Mahon.
Fort-Mahon-Plage /fɔ̃ʁ maɔ̃ plaʒ/ est une commune française située dans le département de la Somme, en région Hauts-de-France.
Commune située sur le littoral de la Manche, dotée d'une plage de sable et de massifs dunaires, Fort-Mahon-Plage attire en permanence de nombreux touristes, en particulier l'été et lors des grands week-ends. Grâce à des investissements et au fait qu'elle réponde entre autres à de nombreux critères de qualité environnementale, la commune est officiellement classée « station balnéaire » depuis 2007.
Depuis le 20 juillet 2020, la commune fait partie du parc naturel régional de la Baie de Somme Picardie Maritime.
La commune fait partie des villes et villages labellisés Pays d'art et d'histoire qui œuvrent à mettre en avant leur patrimoine,.

## Géographie

### Localisation
Fort-Mahon-Plage est une station balnéaire de la Manche, l'une des communes les plus septentrionales du département de la Somme. 
Fort-Mahon-Plage est un bourg picard faisant partie du pays du Ponthieu et de la région naturelle du Marquenterre.
À vol d'oiseau, la localité est située à 7 km au sud de Berck, 19 km au sud-ouest de Montreuil-sur-Mer, 32 km d'Abbeville et à 72 km au nord-ouest d'Amiens.
Le territoire de la commune est limitrophe de celui de Quend.

### Hydrographie

#### Réseau hydrographique
La commune est située dans le bassin Artois-Picardie. Elle est drainée par le canal de la Retz, la Bonne Dame, la Course de routhiauville, la Course du trou à mouches, les Courses des enclos du Fort-Mahon, la Coursette du Royon et le Château Robinet,.

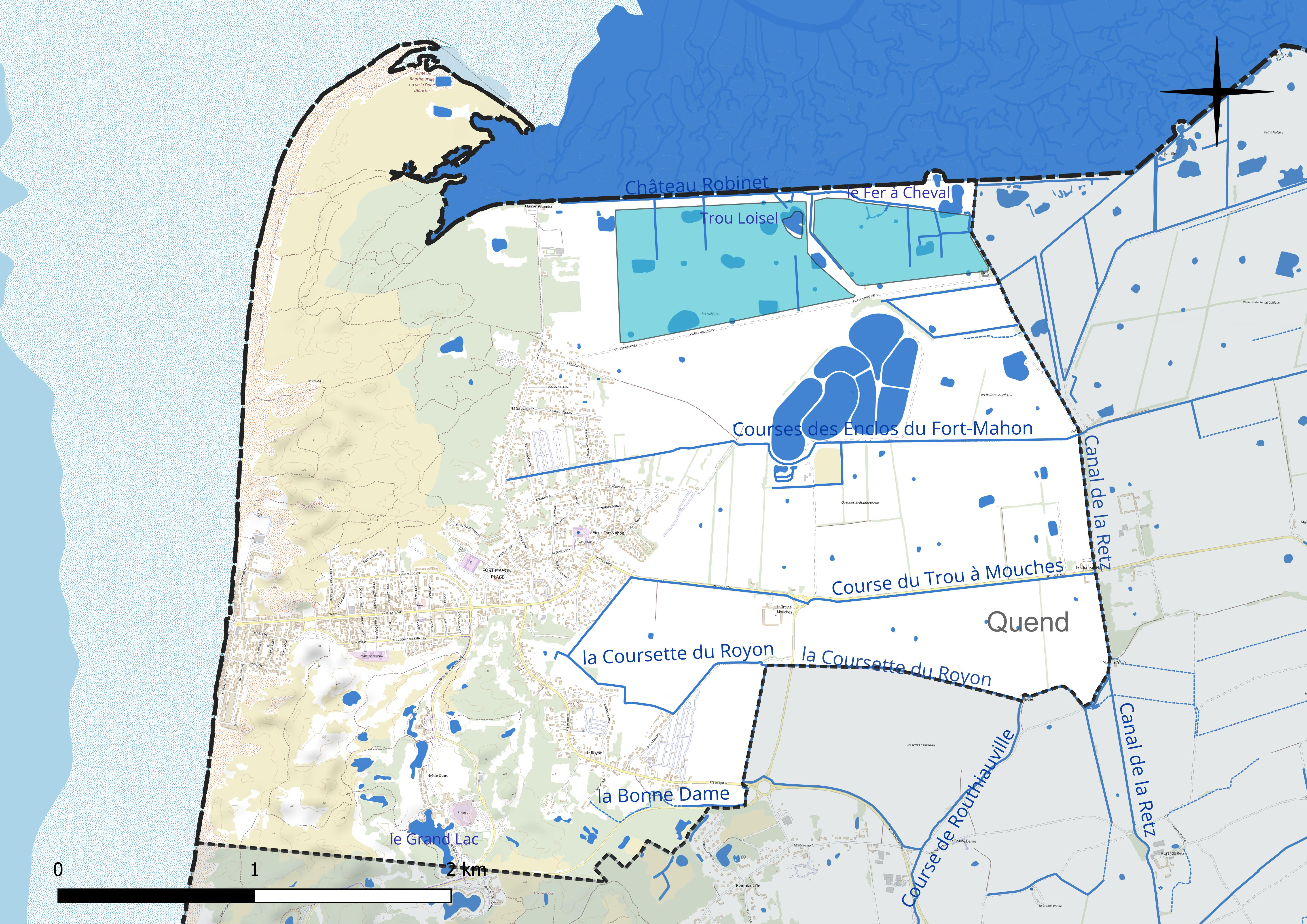
Réseau hydrographique de Fort-Mahon-Plage.

Trois plans d'eau complètent le réseau hydrographique : le Fer à Cheval (0,2 ha), le Grand le lac, d'une superficie totale de 2,6 ha (2,4 ha sur la commune) et Trou Loisel (0,5 ha),.

#### Gestion et qualité des eaux
Le territoire communal est couvert par le schéma d'aménagement et de gestion des eaux (SAGE) « Authie ». Ce document de planification concerne un territoire de 1 253 km2 de superficie, délimité par le bassin versant de l'Authie. Le périmètre a été arrêté le 5 août 1999 et le SAGE proprement dit est, en 2024, en cours d'élaboration. La structure porteuse de l'élaboration et de la mise en œuvre est le syndicat mixte Canche Et Authie.
La qualité des cours d'eau peut être consultée sur un site dédié géré par les agences de l'eau et l'Agence française pour la biodiversité.

### Climat
Pour des articles plus généraux, voir Climat des Hauts-de-France et Climat de la Somme.
En 2010, le climat de la commune est de type climat océanique franc, selon une étude du CNRS s'appuyant sur une série de données couvrant la période 1971-2000. En 2020, Météo-France publie une typologie des climats de la France métropolitaine dans laquelle la commune est exposée à un climat océanique et est dans la région climatique Côtes de la Manche orientale, caractérisée par un faible ensoleillement (1 550 h/an) ; forte humidité de l'air (plus de 20 h/jour avec humidité relative > 80 % en hiver), vents forts fréquents.
Pour la période 1971-2000, la température annuelle moyenne est de 10,6 °C, avec une amplitude thermique annuelle de 12,6 °C. Le cumul annuel moyen de précipitations est de 805 mm, avec 12,3 jours de précipitations en janvier et 8,1 jours en juillet. Pour la période 1991-2020, la température moyenne annuelle observée sur la station météorologique la plus proche, située sur la commune de Cayeux-sur-Mer à 19 km à vol d'oiseau, est de 11,4 °C et le cumul annuel moyen de précipitations est de 761,1 mm,. Pour l'avenir, les paramètres climatiques de la commune estimés pour 2050 selon différents scénarios d'émission de gaz à effet de serre sont consultables sur un site dédié publié par Météo-France en novembre 2022.

### Milieux naturels et biodiversité
- Le milieu dunaire, sa faune et sa flore. On y distingue[20] :
  - la dune arborée, où dominent les aubépines, prunelliers, peupliers, bouleaux et saules, ou encore les pins plantés par l'Homme au cours du Xe siècle ;
  - la dune arbustive, dont l'argousier, arbuste épineux au feuillage argenté et aux fruits orangés, est l'espèce dominante ;
  - la dune grise, caractérisée par les pelouses rases, est située entre les taillis d'argousiers et d'aubépines. Le lapin de garenne est le maître des lieux, qu'il entretient en broutant sans cesse les jeunes pousses d'arbustes ;
  - la dune blanche, plus proche de la mer, colonisée par l'oyat ;
  - les pannes dunaires, c'est-à-dire les dépressions humides. Ces pannes dunaires ont leur cortège de plantes spécifiques comme le jonc ou la menthe. Ces marais grouillent de vie : batraciens, oiseaux d'eaux, libellules et insectes aquatiques.
- La baie d'Authie, sa faune et sa flore.
- L'estran.
- Entre Quend-Plage et Fort-Mahon-Plage, le syndicat mixte Baie de Somme Grand Littoral Picard propose un sentier de randonnée en une boucle de 4 km à parcourir en 1 h 30, le sentier du Royon.

#### Le milieu dunaire

##### Situation
L'immense milieu dunaire de Fort-Mahon-plage et environs fait face à la Manche et entoure également toute la commune. Les dunes de sable possèdent un exceptionnel biotope. Le milieu dunaire est particulièrement sensible aux assauts du vent. Les dunes peuvent se déplacer rapidement, mais des moyens naturels à base de plantations permettent de les stabiliser. Une graminée, l'oyat (Psamma arenaria), joue notamment un rôle important pour la fixation des dunes de sable grâce à des racines très développées. Grâce à ces graminées, le cordon dunaire littoral peut être maîtrisé.

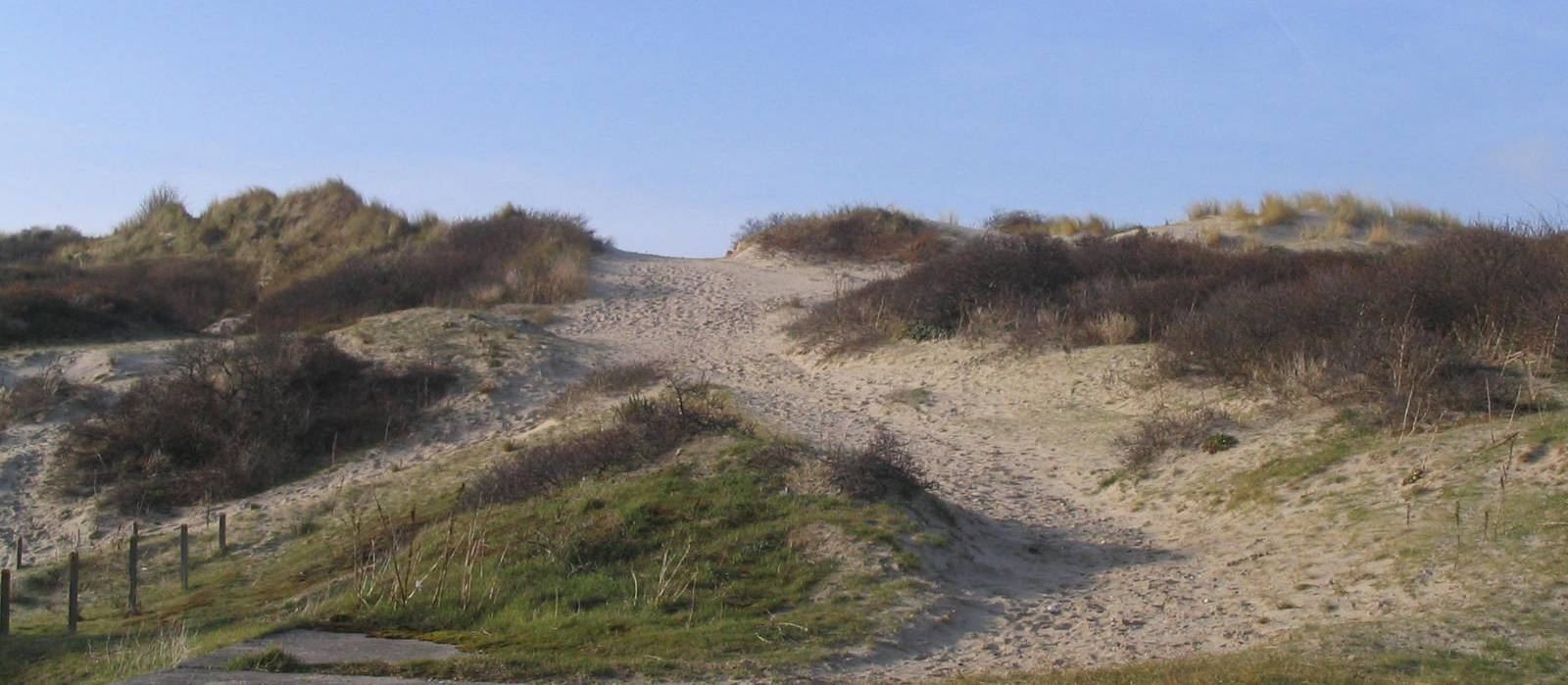
Dunes de Fort-Mahon-Plage.

Le milieu dunaire propose aussi une flore, une faune et un relief particuliers et fort intéressants, qu'il convient bien sûr de respecter. Afin de ne pas marcher n'importe où et de respecter au mieux l'environnement, il est préférable de découvrir le milieu dunaire de Fort-Mahon-Plage en suivant un circuit découverte proposé dans le cadre de l'ouverture au public de terrains acquis par le Conservatoire du Littoral (ce circuit se trouve vers la baie d'Authie, à deux pas du centre équestre).
Un parcours qui permet de découvrir les dunes, le sentier du Royon, (4 km, 1 h 30 min), permet de rallier la commune toute proche de Quend-Plage et le village de Belle-Dune avant, pourquoi pas, de revenir par la plage.

##### La faune et la flore du milieu dunaire
- La faune est représentée par plusieurs mammifères, (lapin, écureuil, sanglier et rongeurs…), et de nombreuses espèces d'oiseaux (rossignol, mésange, fauvette ou encore pouillot…).
- La flore présente surtout deux types d'associations végétales. Le premier est constitué des plantes herbacées du genre bec de grue et orpin âcre. Celles-ci n'excèdent généralement pas dix cm de hauteur (adaptation du végétal aux milieux difficiles soumis à la sécheresse et au vent). Le second type est plutôt arbustif, les dunes étant colonisées par l'argousier, des arbustes épineux, le tout très souvent mêlés à des aubépines, des troènes vulgaires, des prunelliers, des églantiers et des ronces. Sans oublier l'oyat, graminée qui a la propriété de fixer les dunes, et l'onagre, une plante dont on peut extraire une huile aux propriétés régénératrices utilisée en cosmétologie.

#### La baie d'Authie

##### Situation
Au nord de Fort-Mahon-Plage coule la rivière de l'Authie sur une distance totale de 105 km. Ce fleuve côtier se jette en mer de la Manche au niveau de la baie d'Authie, c'est-à-dire au sein d'une vaste zone située entre Fort-Mahon-Plage (Somme, Picardie) et Berck (Pas-de-Calais), ce qui offre une frontière naturelle entre les deux départements.
La baie d'Authie est une sorte de vaste marécage marin composé de reliefs de sable et de vases, parsemés de nombreuses mares et de petits cours d'eau que la mer recouvre aux grandes marées. Elle offre à ses visiteurs une multitude de promenades au sein d'une nature exceptionnellement préservée et qu'il convient de respecter.
En baie d'Authie on distingue notamment : les mollières. Ce sont des zones de chasse à la hutte se pratiquant la nuit, en fait de vastes prés salés coupés de mares. Les oiseaux migrateurs (nombreux limicoles et anatidés) s'y arrêtent et s'y nourrissent durant leurs longs voyages, d'où l'intérêt des chasseurs de gibier d'eau locaux qui les piègent avec des leurres. La chasse est importante pour les habitants et gens des environs, elle est bien sûr réglementée.
Le chemin de la digue. Celui-ci permet de suivre le cours de l'Authie et, pour les plus courageux, de remonter un peu la rivière.

##### La flore et la faune en baie d'Authie

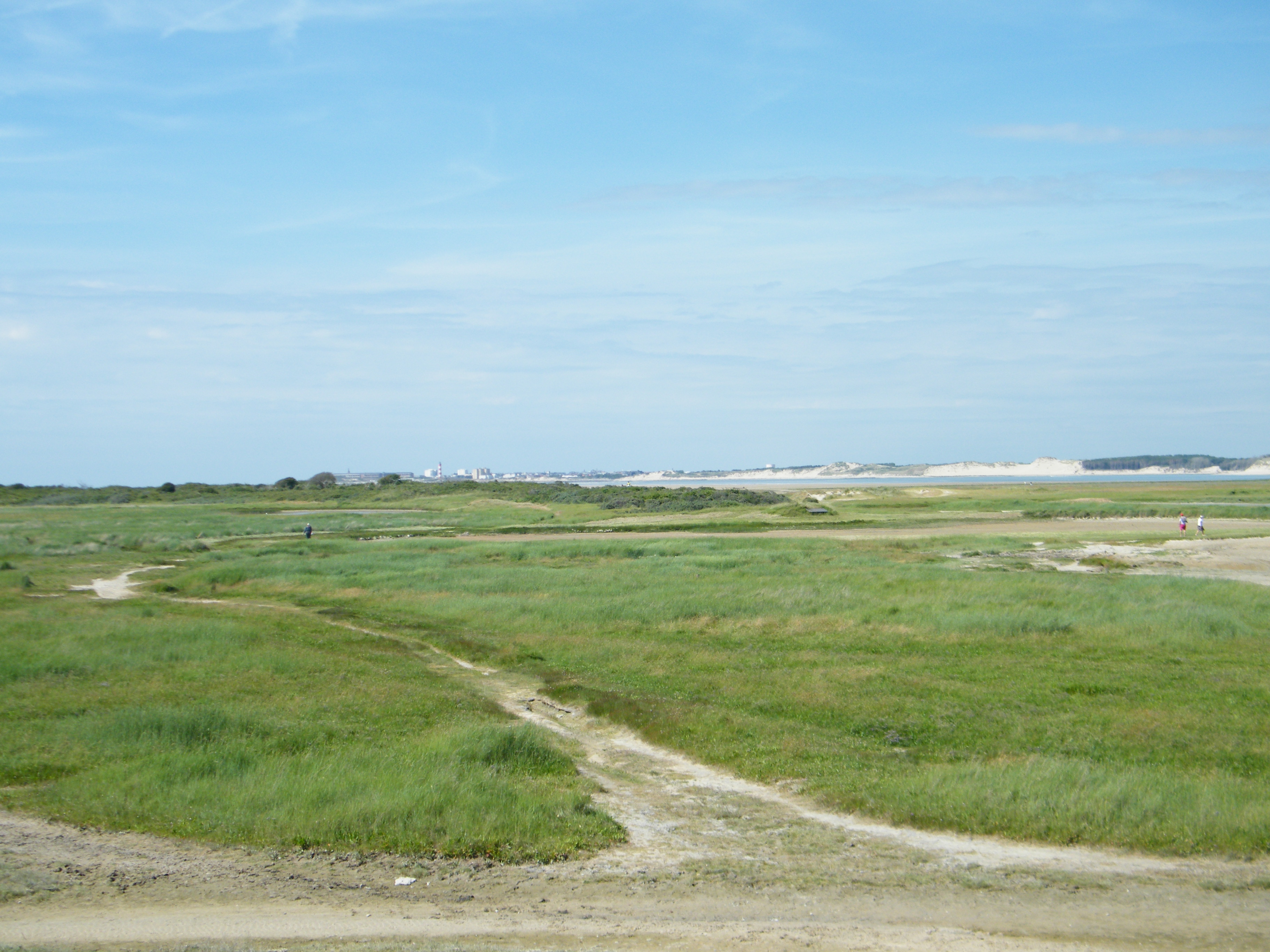
Baie d'Authie.

Le lilas de mer. C'est une plante maritime appréciée pour ses petites fleurs mauves et que l'on peut conserver en fleur séchée. Longtemps coupée et proposée en bouquets, notamment par les enfants des gens du voyage qui la proposaient aux touristes et sur les parkings de la région pour quelques pièces, il semble qu'elle soit aujourd'hui protégée.
La salicorne (Salicornia, famille des chénopodiacées). C'est une plante comestible des zones littorales, aux feuilles réduites à des écailles et qui pousse sur des vases salées. Appelée familièrement « haricot de mer », elle est très appréciée. Utilisée dans la cuisine locale, la salicorne est aussi proposée en bocaux de type semi-conserve au sein des poissonneries et magasins spécialisés.

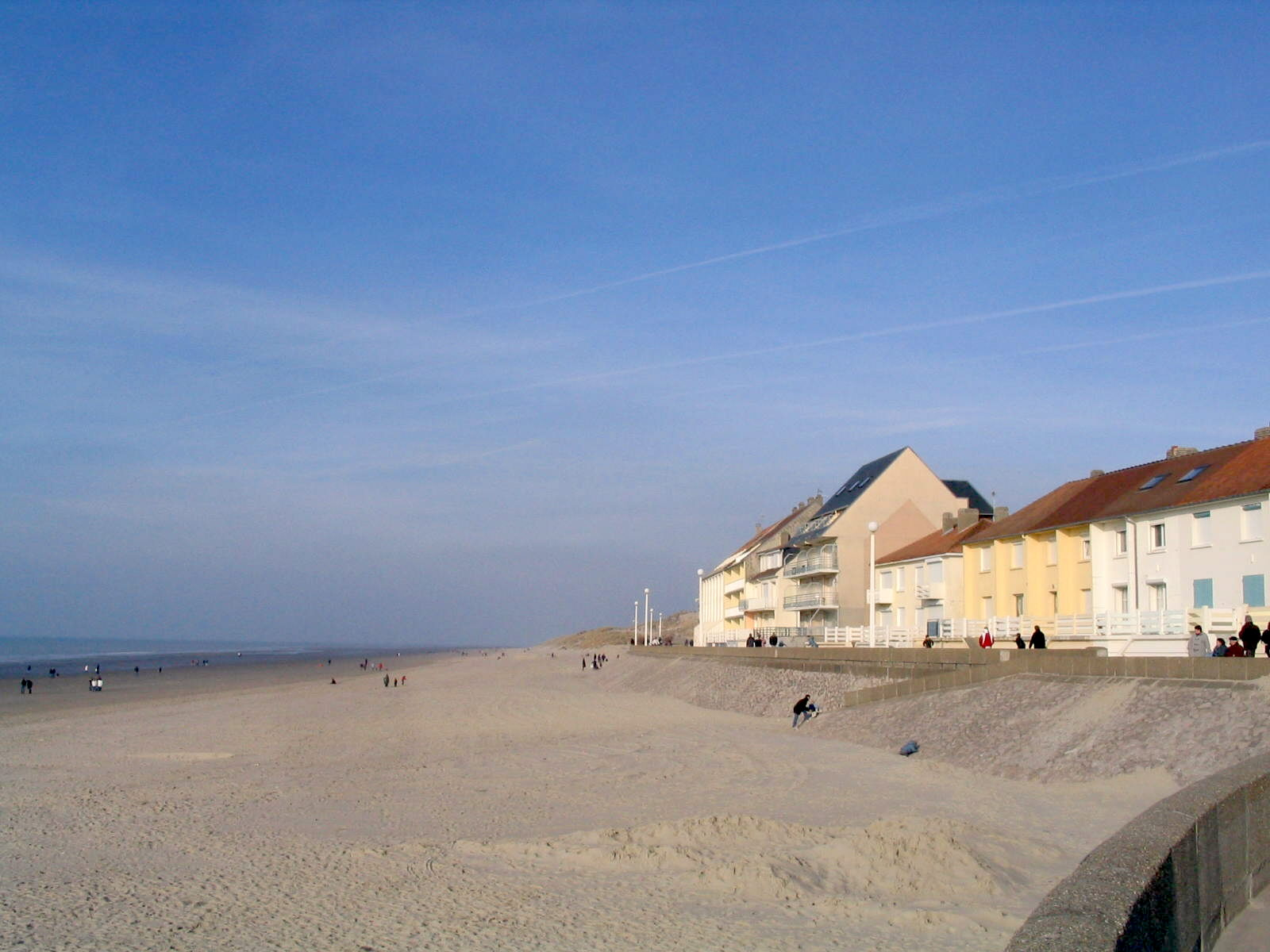
L'immense plage de sable, une partie du front de mer et des dunes.

Nombre d'animaux marins ou terrestres parmi ceux familiers des baies ou des plages d'Europe : le crabe vert, la crevette grise, le goéland argenté, la mouette rieuse..., et du fait qu'il s'agit d'une zone de transition pour les migrations, de nombreux passereaux, limicoles et canards.
Parmi les mammifères remarquables, le Phoque veau-marin et le Phoque gris sont présents toute l'année.

#### L'estran
L'estran est la vaste partie située entre le pied des dunes et la mer à marée basse. Sur toute la longueur du littoral de la commune et de sa voisine Quend-Plage, l'estran offre aux promeneurs une immense plage de sable où peut se pratiquer la pêche côtière ou « surf-casting » pour du bar, du flet ou du poisson plat, la pêche aux coques (Cerastoderma edule, mollusque lamellibranche marin comestible qui vit enfoui dans le sable / selon autorisations administratives, se renseigner !) ou aux crevettes.
D'autres coquillages et divers invertébrés vivent aussi sur cet espace : des couteaux (Ensis ensis, Ensis directus et Solen marginatus), la nasse réticulée (Nassarius reticulatus), la donace (Donax vittatus), la telline (Tellina tenuis), la lutraire, la natice et des oursins (dont Paracentrotus lividus et Echinocardium cordatum).
Le char à voile, le char à cerf-volant et le speed sail y sont aussi pratiqués, ainsi que de nombreuses promenades seul ou en famille.

## Urbanisme

### Typologie
Au 1er janvier 2024, Fort-Mahon-Plage est catégorisée bourg rural, selon la nouvelle grille communale de densité à sept niveaux définie par l'Insee en 2022.
Elle est située hors unité urbaine et hors attraction des villes,.
La commune, bordée par la Manche, est également une commune littorale au sens de la loi du 3 janvier 1986, dite loi littoral. Des dispositions spécifiques d'urbanisme s'y appliquent dès lors afin de préserver les espaces naturels, les sites, les paysages et l'équilibre écologique du littoral, tel le principe d'inconstructibilité, en dehors des espaces urbanisés, sur la bande littorale des 100 mètres, ou plus si le plan local d'urbanisme le prévoit.

### Occupation des sols

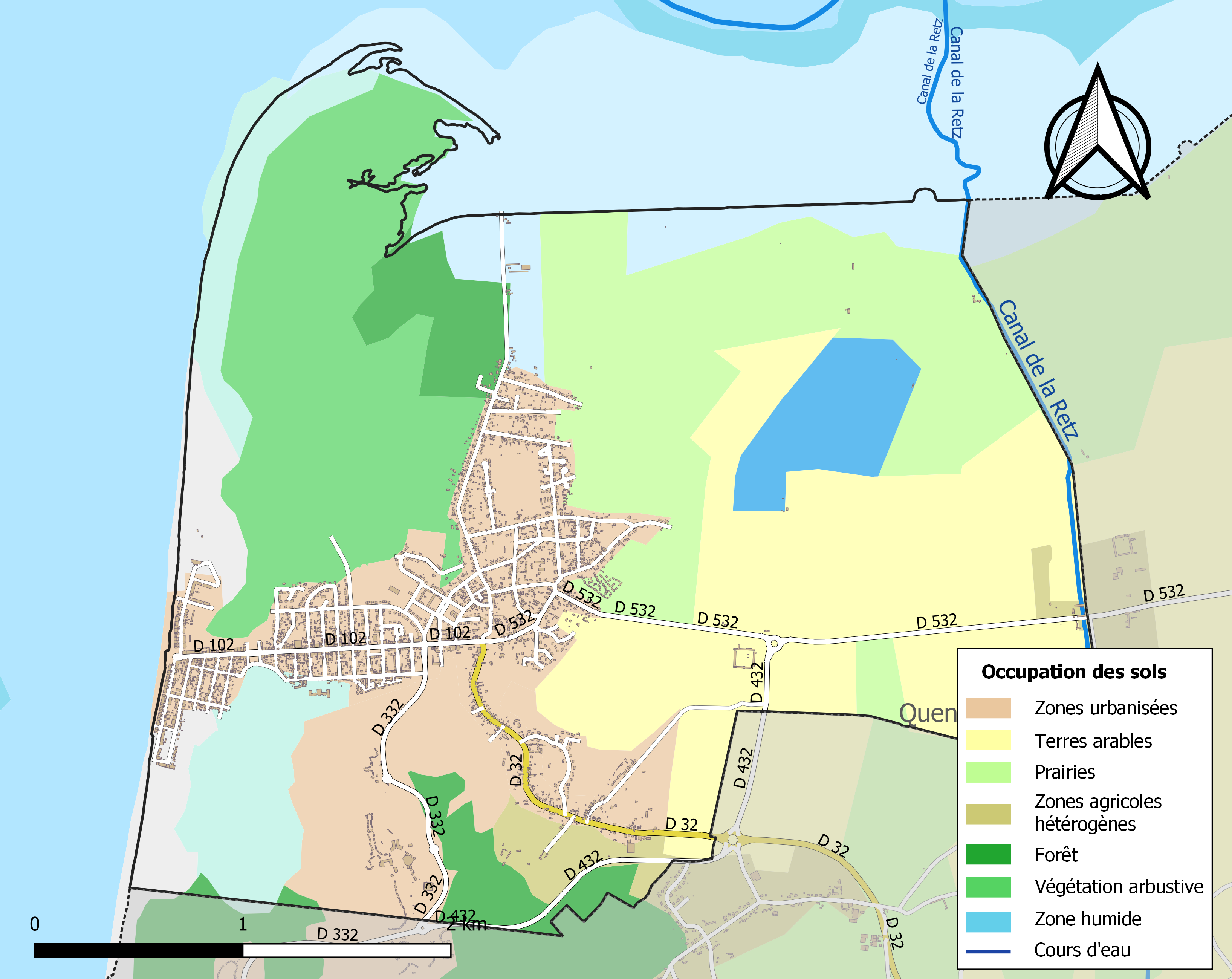
Carte des infrastructures et de l'occupation des sols de la commune en 2018 (CLC).

L'occupation des sols de la commune, telle qu'elle ressort de la base de données européenne d'occupation biophysique des sols Corine Land Cover (CLC), est marquée par l'importance des territoires agricoles (41,1 % en 2018), en diminution par rapport à 1990 (44,3 %). La répartition détaillée en 2018 est la suivante :
terres arables (22,1 %), prairies (17,1 %), milieux à végétation arbustive et/ou herbacée (15,4 %), zones urbanisées (13 %), espaces verts artificialisés, non agricoles (8,4 %), espaces ouverts, sans ou avec peu de végétation (8,1 %), forêts (5,5 %), zones humides côtières (5,3 %), eaux continentales (3,2 %), zones agricoles hétérogènes (2 %). L'évolution de l'occupation des sols de la commune et de ses infrastructures peut être observée sur les différentes représentations cartographiques du territoire : la carte de Cassini (XVIIIe siècle), la carte d'état-major (1820-1866) et les cartes ou photos aériennes de l'IGN pour la période actuelle (1950 à aujourd'hui).

### Habitat et logement
En 2020, le nombre total de logements dans la commune était de 4 250, alors qu'il était de 4 152 en 2015 et de 3 809 en 2010.
Parmi ces logements, 15,7 % étaient des résidences principales, 80,5 % des résidences secondaires et 3,9 % des logements vacants. Ces logements étaient pour 57,4 % d'entre eux des maisons individuelles et pour 42,5 % des appartements.
Le tableau ci-dessous présente la typologie des logements à Fort-Mahon-Plage en 2020 en comparaison avec celle de la Somme et de la France entière. Une caractéristique marquante du parc de logements est ainsi une proportion de résidences secondaires et logements occasionnels (80,5 %) très supérieure à celle du département (8,4 %) et à celle de la France entière (9,7 %), ce qui lui donne son caractère de commune touristique et balnéaire. Concernant le statut d'occupation de ces logements, 61,6 % des habitants de la commune sont propriétaires de leur logement (63,8 % en 2015), contre 60 % pour la Somme et 57,5 pour la France entière.
| Typologie                                               | Fort-Mahon-Plage | Somme | France entière |
| ------------------------------------------------------- | ---------------- | ----- | -------------- |
| Résidences principales (en %)                           | 15,7             | 83,2  | 82,1           |
| Résidences secondaires et logements occasionnels (en %) | 80,5             | 8,4   | 9,7            |
| Logements vacants (en %)                                | 3,9              | 8,4   | 8,2            |

### Voies de communication et transports
En 2019, Fort-Mahon-Plage est desservie par les lignes de bus du réseau Trans'80, chaque jour de la semaine, sauf le dimanche et les jours fériés.

### Risques naturels et technologiques
La commune présente un risque de submersion marine.

## Toponymie
L'origine du nom de l'ancien hameau Fort-Mahon reste incertaine. Il n'y a en effet jamais eu de fort sur ce rivage.
Le nom « Fort-Mahon » pourrait provenir de l'île de Minorque (Espagne), où la France avait conquis les défenses militaires de Mahon : là, s'élevait à l'embouchure du port le plus haut fort militaire d'Europe nommé par les troupes françaises de l'époque « Fort Mahon ».
Certains rappellent aussi par ailleurs que dans la langue picarde, « ech mahon » signifie « le coquelicot ».

## Histoire

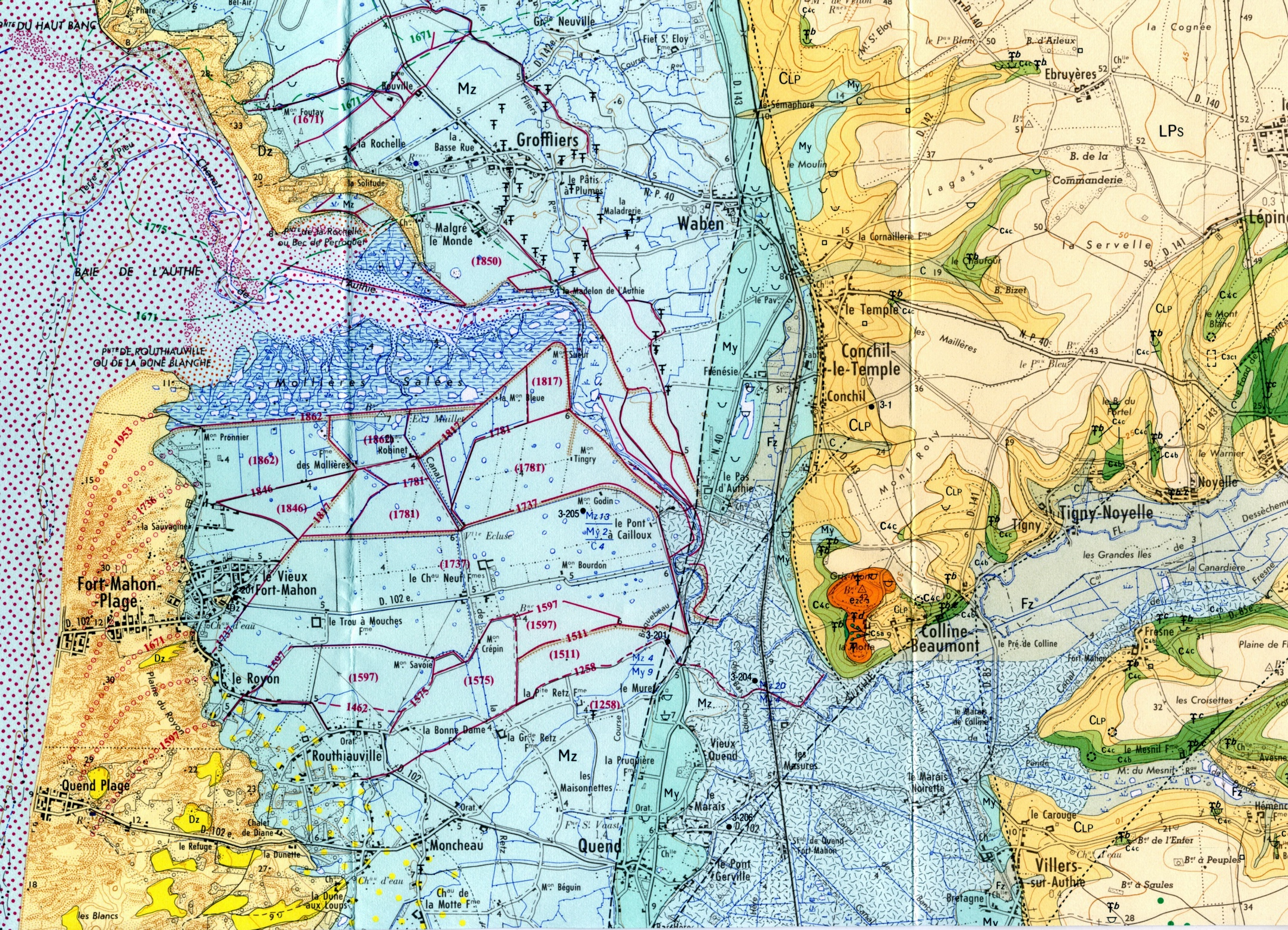
Carte du BRGM montrant les digues successives à partir de 1258 et l'avancée de la dune de Fort-Mahon-Plage.

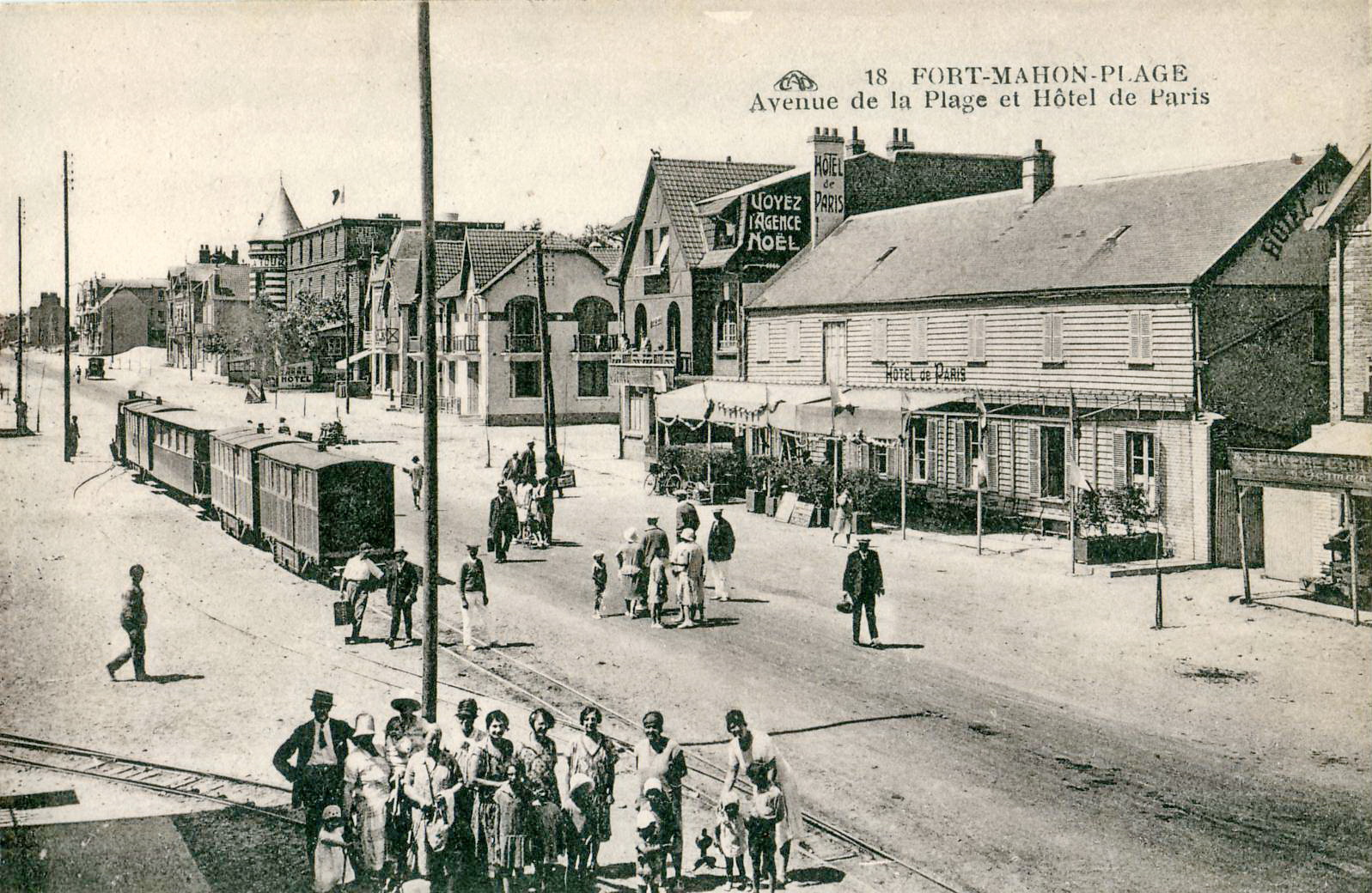
Le tramway, au début du XXe siècle.

### Temps modernes
Fort-Mahon-Plage est une localité dont l'existence n'est pas très ancienne. Il semble établi que rien n'y existait avant le XVIIIe siècle, à part bien sûr d'importantes dunes de sable et la mer toute proche. Alors jugée plutôt froide et sauvage, la côte n'aurait accueilli que des pêcheurs et ramasseurs de coquillages occasionnels. Le hameau de Fort-Mahon ne figure pas sur la carte de Cassini mais est représenté sur le cadastre napoléonien de 1828 : en fait, la première agglomération a été relevée il y a seulement un peu plus de deux siècles, avec les premières et simples petites maisons de bergers relevées en 1790.

### Époque contemporaine
Le tourisme apparaît à la fin du XIXe siècle, et un nouveau pôle apparaît, à côté de l'ancien village de Fort-Mahon, au cœur des dunes. En 1886, des particuliers demandent à l'État, propriétaire de la grève, l'autorisation de placer des cabines de bain, et parallèlement s'enclenche un mouvement de lotissement du cordon dunaire, enclenchant une forte croissance urbaine : le boulevard maritime est ouvert en 1899, on passe de 115 maisons à Fort-Mahon Plage (pour seulement 70 habitants) et 72 maisons au "Vieux-Fort-Mahon" (pour 246 habitants) en 1906 à 193 maisons à Fort-Mahon-Plage (pour 120 habitants) et 79 maisons au Vieux-Fort-Mahon (pour 232 habitants) en 1911. La commune est créée par distraction d'une partie du territoire de la commune de Quend, par la loi du 30 décembre 1922 (parue au Journal officiel du 4 janvier 1923). L'élection du premier conseil municipal se déroule le 18 février 1923,,.
La plage est desservie par un tramway de 1903 à 1931, qui la relie à la Gare de Quend - Fort-Mahon, où les touristes pouvaient prendre les trains de la ligne Paris-Amiens-Boulogne. La Compagnie des chemins de fer du Nord en profitait pour signaler en 1914, avant le début de la Guerre, que Fort-Mahon était accessible par ses trains en 3 h 30 depuis la gare de Paris-Nord.
Lors de la Première Guerre mondiale, certaines maisons de Fort-Mahon sont réquisitionnées pour accueillir les réfugiés de la Somme.
Son urbanisation croit régulièrement depuis le début du XXe siècle, notamment durant l'entre-deux-guerres puis dans les années cinquante, l'immense étendue de sable fin, contrairement aux plages de galets normandes, faisant beaucoup pour son attractivité, ainsi qu'une plage en pente douce très agréable l'été.
En 1930, Fort-Mahon-Plage compte 1 000 villas et une dizaine d'hôtels, de nombreuses pensions de famille, un casino, des cafés, des restaurants et une organisation de bains de mer. Une société anonyme foncière est constituée, qui devient propriétaire d'un vaste domaine de 227 hectares en bordure de mer. Afin de réaliser un grand lotissement structuré par une percée rectiligne à travers le massif dunaire vers la mer.
« En 1930-1933, un groupe scolaire (avec salle de classe, réfectoire, préaux, sanitaires et logement du directeur) est construit au Royon, sur les plans de Philippe Henri, architecte à Arras (Pas-de-Calais). Un second groupe scolaire est construit à l'entrée de la station balnéaire en 1936-1937, non loin d'une poste (1929-1930). Dès 1924, l'emplacement pour un cimetière est offert gratuitement par la famille Petit, fondateur de la station balnéaire ».
Lors de la Seconde Guerre mondiale, la commune est occupée par l'armée allemande qui, pour des besoins militaires, détruit un certain nombre d'édifices. Dans la station balnéaire, toutes les villas du front de mer sont dynamitées, et d'autres constructions sont pillées. La station balnéaire, proche de la mer et des cibles militaires, est la plus touchée, mais le Vieux-Fort-Mahon n'est pas épargné. La population est éprouvée par cette occupation, où la Résistance est active. Le 16 septembre 1941, 5 jeunes habitants de Picardie - Pierre et Jean LAVOIX, Reynold LEFEBVRE, Christian et Guy RICHARD - partent de Fort-Mahon dans deux canoës avec voile afin de gagner l'Angleterre pour s'engager dans les forces françaises libres ; leur traversée dure environ trente heures et ils arriveront en Angleterre près de Eastbourne. Après leur arrivée, le 19 septembre, ils sont reçus à Londres  par le Premier Ministre W. Churchill et sa femme. Un reportage radio est effectué par la presse britannique et leur exploit est même signalé aux actualités, dans les cinémas anglais. Une plaque spécifique à cet exploit a été érigée à côté du monument à la Résistance, placé sur la digue-promenade et fut inaugurée le 16 novembre 2013.
L'arrêté ministériel du 19 mai 1945 déclare la commune sinistrée, ce qui induit la mise en place d'un plan de reconstruction soumettant toutes les constructions nouvelles à une autorisation préalable. L'architecte urbaniste Lecompte établit un plan de reconstruction en 1946 où les parcelles sont remembrées. Fort-Mahon-Plage est décorée de la Croix de guerre 1939-1945 avec étoile de bronze le 11 novembre 1948.
La commune est ensuite renommée pour ses activités nautiques, notamment la voile et le char à voile.
La commune a aussi beaucoup investi sur sa très longue artère principale, dite « avenue de la Plage », notamment par un traitement urbain qui renforce l'attractivité de la station.
En 1985, le syndicat mixte Baie de Somme - Grand Littoral Picard aménage l'Aquaclub (piscine à vagues), puis, en 1989 le golf de Belle-Dune, qui compte alors 9 trous, puis 18 en 1992.

## Politique et administration

### Rattachements administratifs et électoraux
Rattachements administratifs
La commune se trouve depuis sa création en 1922 dans l'arrondissement d'Abbeville du département de la Somme.
Elle faisait partie du canton de Rue. Dans le cadre du redécoupage cantonal de 2014 en France, cette circonscription administrative territoriale a disparu, et le canton n'est plus qu'une circonscription électorale.
Rattachements électoraux
Pour les élections départementales, la commune fait partie depuis 2014 d'un nouveau canton, celui de Rue
Pour l'élection des députés, elle fait partie de la troisième circonscription de la Somme.

### Intercommunalité
Fort-Mahon-Plage était membre de la communauté de communes Authie-Maye, un établissement public de coopération intercommunale (EPCI) à fiscalité propre créé fin 2007 et auquel la commune avait transféré un certain nombre de ses compétences, dans les conditions déterminées par le code général des collectivités territoriales.
Dans le cadre des dispositions de la loi portant nouvelle organisation territoriale de la République du 7 août 2015, qui prévoit que les établissements publics de coopération intercommunale (EPCI) à fiscalité propre doivent avoir un minimum de 15 000 habitants, cette intercommunalité a fusionné avec ses voisines pour former, le 1er janvier 2017, la communauté de communes Ponthieu-Marquenterre dont est désormais membre la commune.

### Liste des maires
| Période       | Période                       | Identité               | Étiquette | Qualité                                                                         |
| ------------- | ----------------------------- | ---------------------- | --------- | ------------------------------------------------------------------------------- |
|               |                               |                        |           |                                                                                 |
| mars 1923     | juin 1931                     | Alberti Lecat          |           | Entrepreneur en bâtiments                                                       |
| juillet 1931  | décembre 1932                 | Alphonse Deroussen     |           | Adjudant retraité                                                               |
| janvier 1933  | [juillet] 1944                | Félix Philippo         |           | Directeur honoraire de l'école annexe à l'école normale d'instituteurs d'Amiens |
| décembre 1944 | 1945                          | Georges Watel          |           | Receveur des P.T.T.                                                             |
| 1945          | 1949                          | Henri Prothais         |           | Plombier couvreur zingueur                                                      |
| 1949          | mars 1965                     | Anicet Moncomble       |           |                                                                                 |
| mars 1965     | 1974                          | Marcel Royer           |           |                                                                                 |
| 1974          | 1988                          | Claude Baillet         |           | Hôtelier-restaurateur                                                           |
| 1988          | juin 1995                     | Fernand Lebrun         |           | Proviseur à la retraite                                                         |
| juin 1995     | mars 2008                     | Jean-Claude Vannicatte |           | Colonel à la retraite Ancien président de l'AFMAN                               |
| mars 2008     | mai 2011                      | Jacky Tison            |           | Démissionnaire                                                                  |
| 30 mai 2011   | En cours (au 28 février 2024) | Alain Baillet          | DVD       | Réélu pour le mandat 2020-2026,                                                 |

### Distinctions et labels
La commune est classée « station balnéaire » et « station de tourisme » depuis 2007.
Au dévoilement du palmarès régional des villes et villages fleuris, le 5 novembre 2015, la ville, après avoir obtenu une fleur en 2007 au Concours des villes et villages fleuris, obtient une deuxième fleur pour ses efforts en matière d'environnement.

### Jumelages
- Wellin (Belgique).
- Bewdley (Royaume-Uni).

## Équipements et services publics

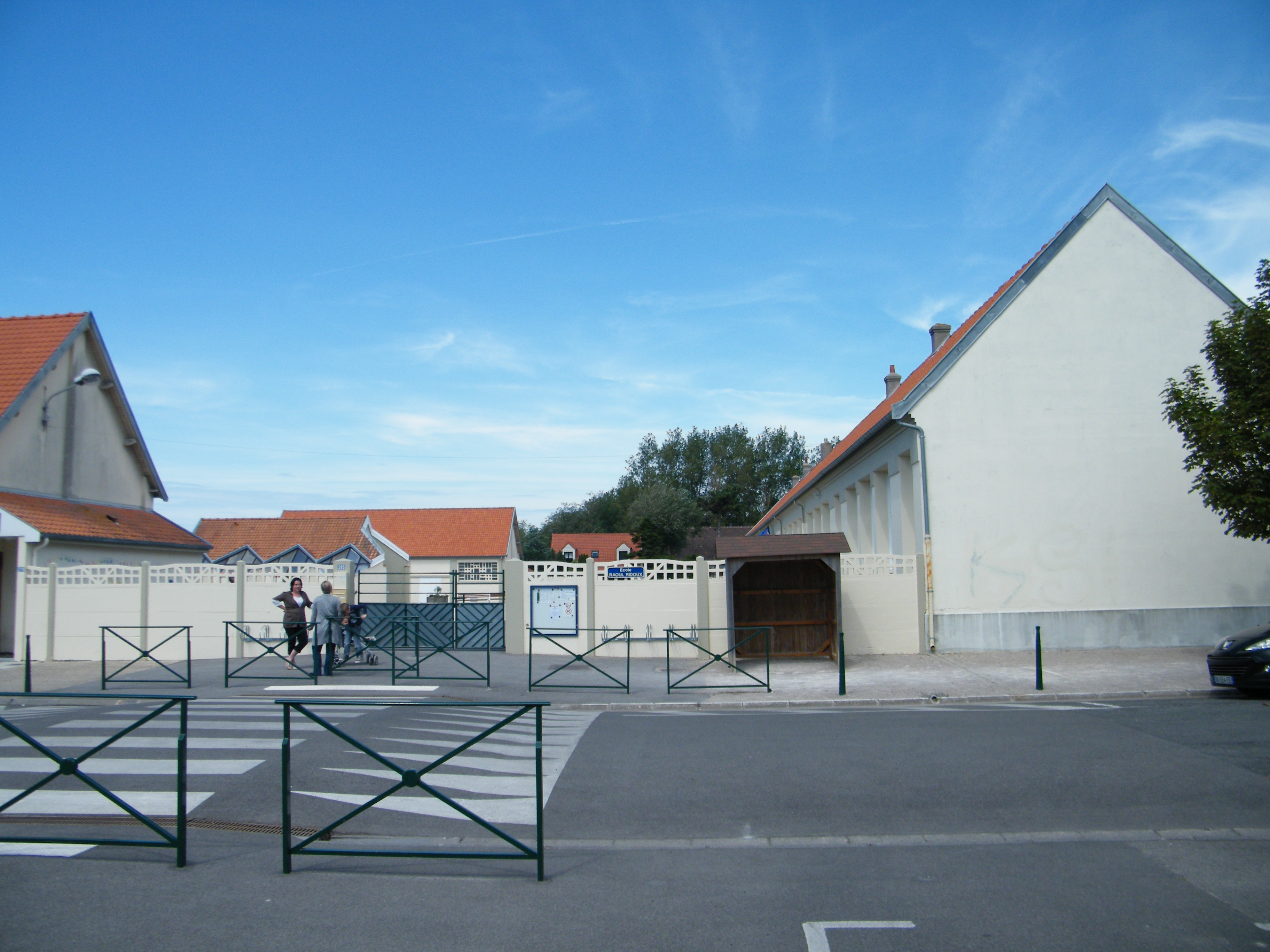
L'école primaire.

### Eau et assainissement
Une station de lagunage épure les eaux usées de la ville et de Quend. Elle héberge de nombreuses espèces d'oiseaux : Cygne tuberculé, Tadorne de Belon, Canard souchet (régulièrement de 800 à 1 600 individus à l'automne), Grèbe à cou noir, Foulque macroule… Les effluents traités de cette station permettent d'arroser le golf de Belle-Dune.

### Enseignement
La commune dispose de l'école primaire Raoul-Ridoux, administrée par la communauté de communes. Elle est classée en 2022 en réseau d'éducation prioritaire (REP).

### Postes et télécommunications
La commune dispose d'un bureau de poste doté d'(un distributeur de billets.

## Population et société

### Démographie
Les habitants s'appellent des Fort-Mahonnais.

#### Évolution démographique
L'évolution du nombre d'habitants est connue à travers les recensements de la population effectués dans la commune depuis 1926. Pour les communes de moins de 10 000 habitants, une enquête de recensement portant sur toute la population est réalisée tous les cinq ans, les populations de référence des années intermédiaires étant quant à elles estimées par interpolation ou extrapolation. Pour la commune, le premier recensement exhaustif entrant dans le cadre du nouveau dispositif a été réalisé en 2008.

En 2022, la commune comptait 1 328 habitants, en évolution de +8,94 % par rapport à 2016 (Somme : −1,26 %, France hors Mayotte : +2,11 %).
| 1926 | 1931 | 1936 | 1946 | 1954 | 1962 | 1968 | 1975 | 1982 |
| ---- | ---- | ---- | ---- | ---- | ---- | ---- | ---- | ---- |
| 619  | 837  | 953  | 860  | 955  | 942  | 976  | 978  | 962  |

| 1990  | 1999  | 2006  | 2008  | 2013  | 2018  | 2022  | - | - |
| ----- | ----- | ----- | ----- | ----- | ----- | ----- | - | - |
| 1 042 | 1 140 | 1 278 | 1 317 | 1 190 | 1 300 | 1 328 | - | - |

Avant la création de la commune en 1922, on dénombre en 1851 dans le hameau 51 maisons et 213 habitants. À partir de 1872, le nombre de maisons est en très légère augmentation (56 en 1872 et 54 en 1881) mais le nombre d'habitants est en baisse constante, passant de 205 en 1872, à 196 en 1881. Il s'agit principalement d'employés des douanes, de cultivateurs, ainsi que de rentiers et retraités jusqu'à la première guerre mondiale.

#### Pyramide des âges
La population de la commune est relativement âgée.
En 2018, le taux de personnes d'un âge inférieur à 30 ans s'élève à 20,7 %, soit en dessous de la moyenne départementale (36,4 %). À l'inverse, le taux de personnes d'âge supérieur à 60 ans est de 49,7 % la même année, alors qu'il est de 26,0 % au niveau départemental.
En 2018, la commune comptait 619 hommes pour 681 femmes, soit un taux de 52,38 % de femmes, légèrement supérieur au taux départemental (51,49 %).
Les pyramides des âges de la commune et du département s'établissent comme suit.
| Hommes | Classe d’âge | Femmes |
| ------ | ------------ | ------ |
| 2,1    | 90 ou +      | 6,2    |
| 13,9   | 75-89 ans    | 19,8   |
| 27,8   | 60-74 ans    | 29,1   |
| 17,0   | 45-59 ans    | 15,4   |
| 14,5   | 30-44 ans    | 12,5   |
| 11,3   | 15-29 ans    | 7,9    |
| 13,4   | 0-14 ans     | 9,1    |

| Hommes | Classe d’âge | Femmes |
| ------ | ------------ | ------ |
| 0,6    | 90 ou +      | 1,8    |
| 6,7    | 75-89 ans    | 9,4    |
| 17,2   | 60-74 ans    | 18,1   |
| 19,8   | 45-59 ans    | 19,1   |
| 18,2   | 30-44 ans    | 17,5   |
| 19,4   | 15-29 ans    | 18     |
| 18,2   | 0-14 ans     | 16,2   |

### Manifestations culturelles et festivités
La fête des saveurs au pays fort-mahonnais, organisée par la confrérie de la moule de bouchot, est centrée sur la gastronomie et animée par le cortège du géant Marco Pieu de bouchot vers la place Claude-Baillet. Sa 18e édition a eu lieu en juin 2016
La traditionnelle fête des fleurs se déroule un week-end de fin août de chaque année et amène des milliers de personnes. Initialement, il s'agissait d'une bénédiction de la mer, qui a évolué vers des corsos fleuris (28 chars décorés en 2019).
- Le festival jeux et Cie, dont la cinquième édition a lieu les 24 et 25 février 2024[65].

### Sports et loisirs

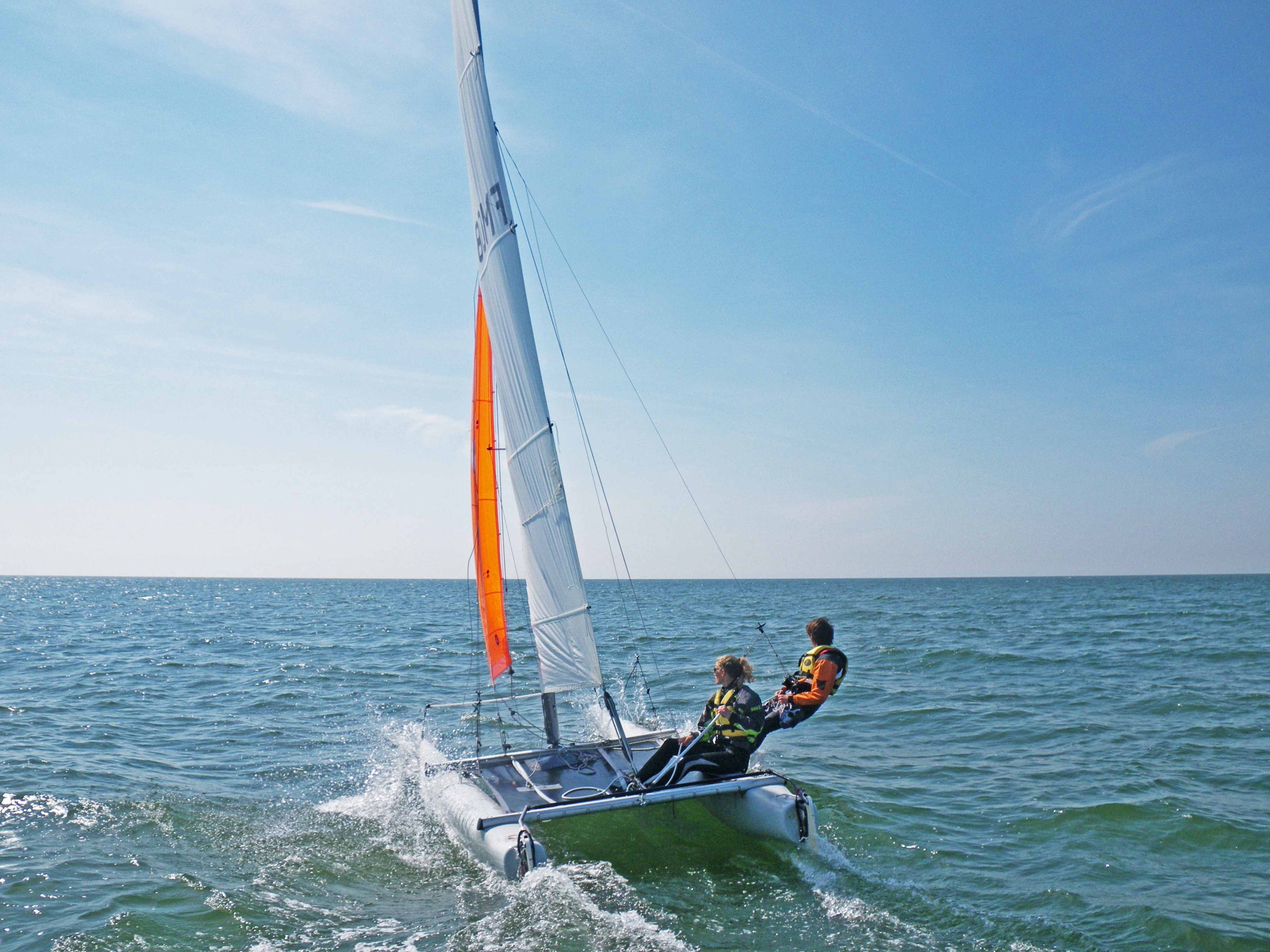
La pratique de la voile est reine à Fort-Mahon.

À Fort-Mahon-Plage, il est possible de pratiquer de nombreuses activités, parmi lesquelles on trouve un certain nombre de pratiques encadrées, elles sont regroupées au sein d'un centre nautique ou différents prestataires proposent :
- la voile (centre nautique) ;
- le char à voile (centre nautique) ;
- le canoë-kayak (centre nautique) ;
- la paddle (centre nautique) ;
- le kite-surf (centre nautique) ;
- le longe-côte (centre nautique).

Au sud de la station, se trouve le village club de « Belle Dune » bâti en 1985 sur 155 hectares autour d'étangs et d'un golf de 18 trous. Il se présente sous la forme d'appartements et de maisons d'inspiration picarde qui se répartissent en six quartiers distincts. L'ensemble de l'infrastructure est géré par Pierre et Vacances,.
L'Aquaclub de Belle Dune, géré par le syndicat mixte Baie de Somme - Grand Littoral Picard, permet des activités liées à sa piscine à vagues.
La presse spécialisée classe régulièrement le golf de Belle-Dune parmi les plus beaux golfs de France[réf. souhaitée].
La commune dispose également d'un cinéma, d'une médiathèque  ainsi que d'un casino dont l'extension est engagée en 2019.

## Culture locale et patrimoine

### Lieux et monuments
- Église Notre-Dame-de-l'Assomption : conçue par Louis Quételart en style art déco ; inaugurée en 1931 ; murs décorés en 1938, de peintures murales d'A. Bourgeois ; vitraux du chœur du maître-verrier amiénois D. Darquier ; porche construit dans les années 1950[72],[73].

- Chapelle au vieux Fort-Mahon, datée de 1892[74],[75].

- Monument aux morts, qui présente la forme d´un cippe à ailes basses ornées de scènes en bas-relief représentant l'Exode des civils et le Combat des soldats.
Conçu par l'architecte Ernest Jouanne et le sculpteur Paul Ganuchaud, il a été inauguré le 25 juin 1933[76],[77].

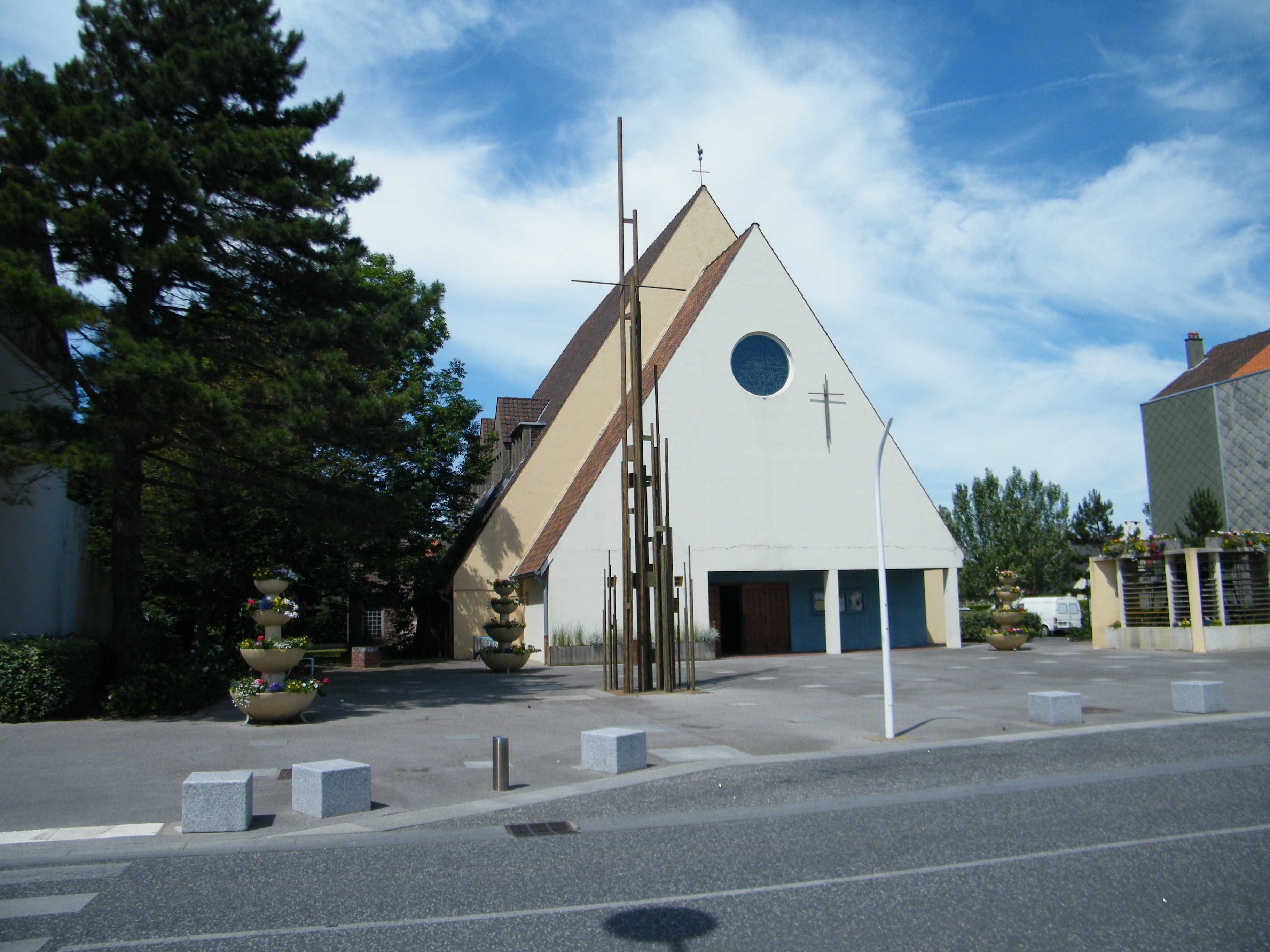
Église de Fort-Mahon.
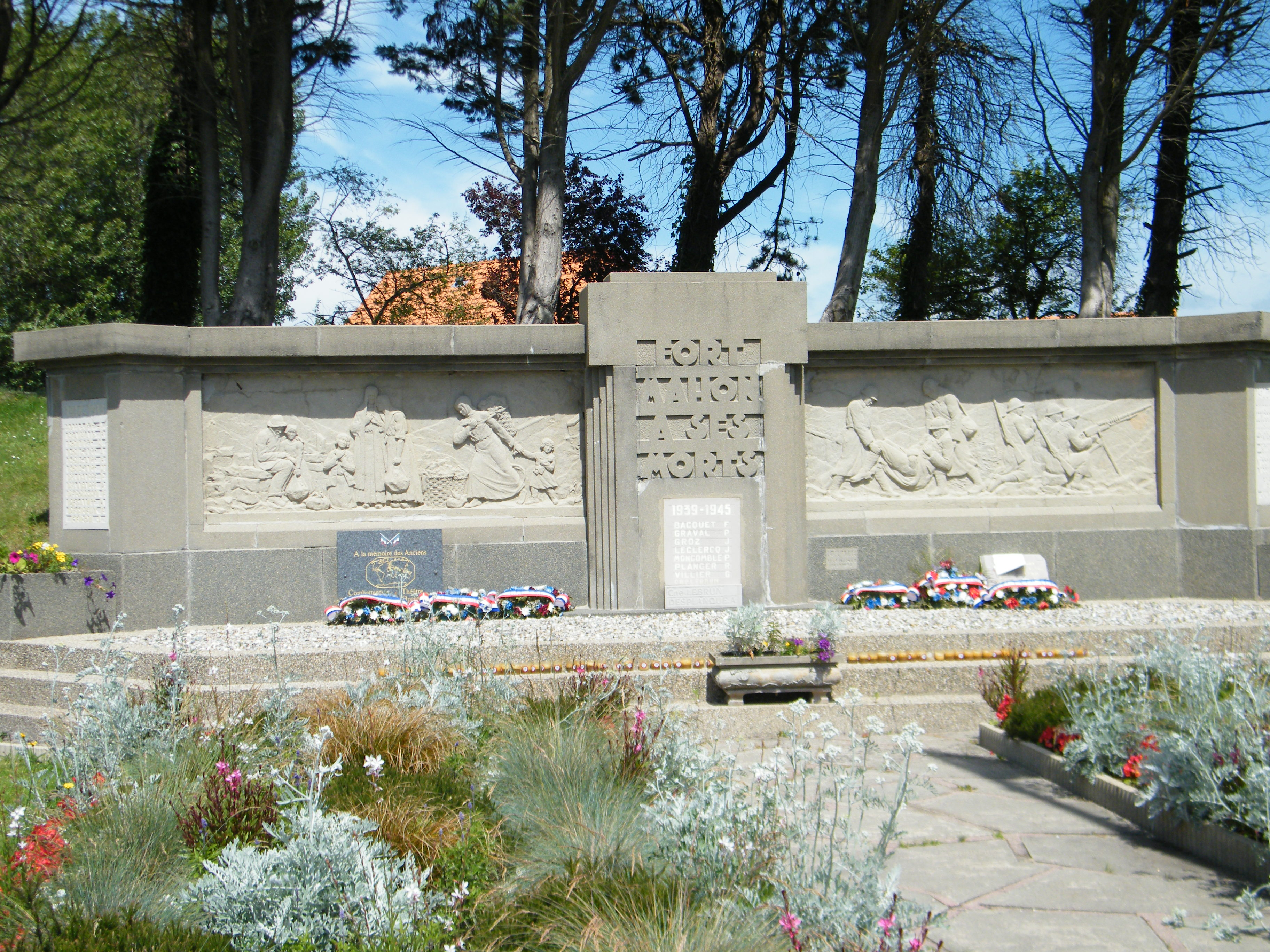
Monument aux morts.
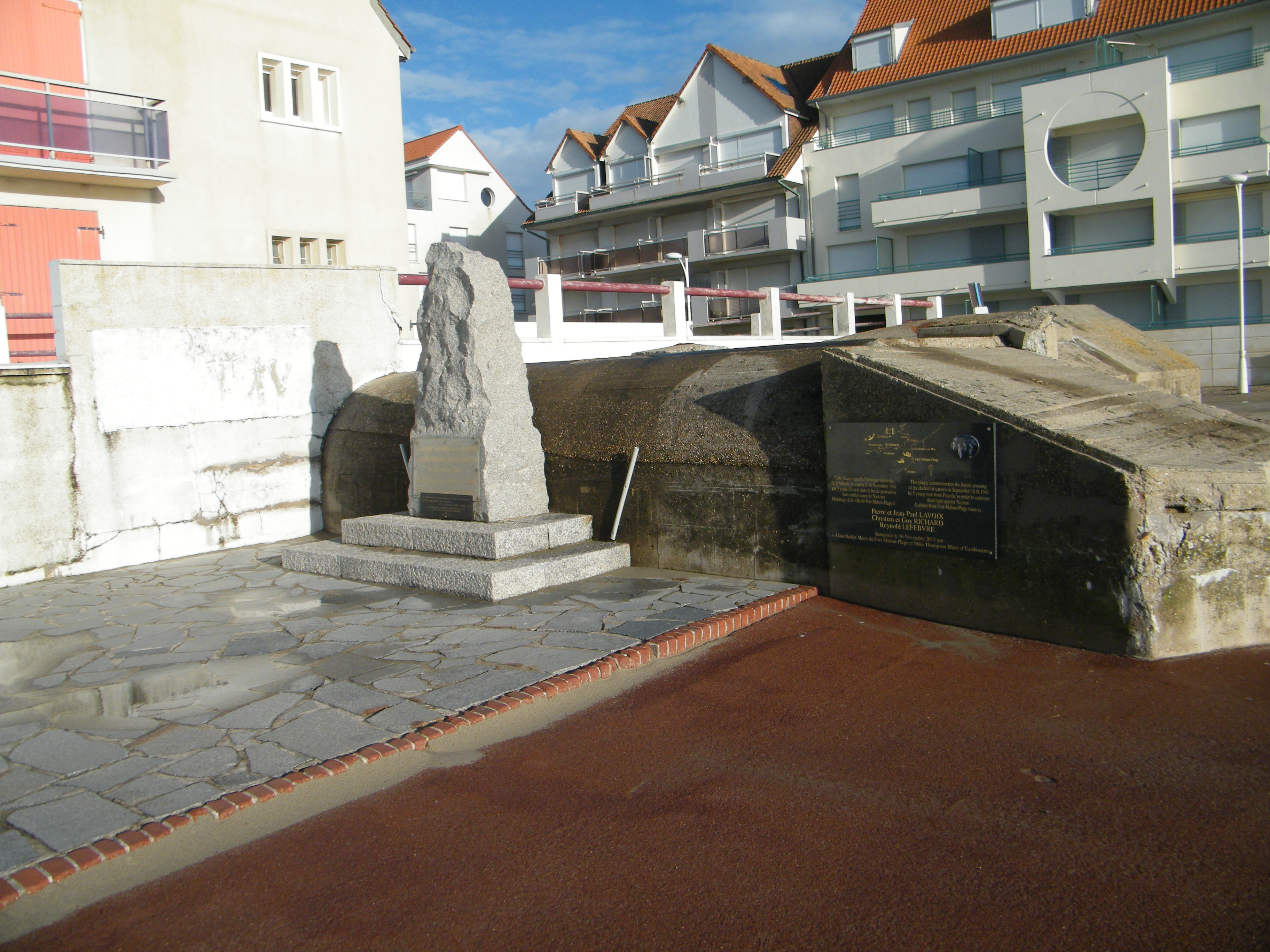
Monument à la Résistance, sur la digue-promenade et plaque spécifique rappelant le départ des 5 Picards, en canoë, vers l'Angleterre le 16 septembre 1941 .

### Personnalités liées à la commune
- Marc Behm, né en 1925 à Trenton, New Jersey et mort en 2007 à Fort-Mahon-Plage (Somme), écrivain de roman policier et scénariste américain.

### Héraldique
| Blason de Fort-Mahon-Plage | Blason  | Taillé: au 1er d'argent à la tour de sable battue d'un flot d'azur, au 2e d'or à trois crevettes de sable; à la barre d'azur chargée de trois fleurs de lis à plomb, brochant sur la partition. Ornements extérieursCroix de guerre 1939-1945 avec étoile de bronze. Citation à l'ordre du régiment du 11 novembre 1948 : « courageux village, en partie détruit au cours de la guerre 1939-1945, s'est remis avec foi et ardeur au travail                           |
| Blason de Fort-Mahon-Plage | Détails | Les armoiries de la commune de Fort-Mahon-Plage créé en 1924 par partition de la commune de Quend sont une composition qui rappelle l'origine du nom de la commune : un fort protégeant l'entrée de la baie d'Authie au XVIIIe siècle ; des crevettes grises abondantes en baie d'Authie ; les fleurs de lis rappellent que sous l'Ancien Régime, le Marquenterre appartenait au comte d'Artois, le futur Charles X. Le statut officiel du blason reste à déterminer. |

## Pour approfondir